# Мантерола, Патрисия
Бе́рта Патри́сия Мантеро́ла Каррьо́н-Колб (исп. Bertha Patricia Manterola Carrión-Kolb; 23 апреля 1972, Мехико, Мексика) — мексиканская актриса, кинопродюсер, певица, фотомодель и модельер.

## Биография
Берта Патрисия Мантерола Каррьон родилась 23 апреля 1972 года в Мехико (Мексика), став вторым из троих детей в семье Хорхе Мантеролы и Марии Долорес Каррьон. У Патрисии есть старший брат и младшая сестра — Хорхе Мантерола-младший (род. в мае 1971) и Мишель Мантерола (род.23.04.1980).

## Карьера
Патрисия начала карьеру в 1989 году. Мантерола сыграла более чем в 20-ти фильмах и телесериалах и выпустила 8 музыкальных альбомов:
- 1994: Hambre de Amor
- 1996: Nina Bonita
- 1998: Quiero Mas
- 2002: Que El Ritmo no Pare
- 2002: The Rhythm
- 2003: Dejame Volar
- 2007: A Mis Reinas
- 2009: Ya Terminé

Также она является кинопродюсером, фотомоделью и модельером.

## Личная жизнь
В 1999—2005 года Патрисия была замужем за актёром Хавьером Ортисом.
С 12 декабря 2010 года Патрисия замужем во второй раз за Форрестом Колбом. У супругов есть три сына: Лукка Лео Колб (род.18.02.2012) и близнецы Маттео Колб и Алессо Колб (род.07.07.2013).